# Bazilionai
Bazilionai är en ort i Litauen. Den ligger i den centrala delen av landet, 180 km nordväst om huvudstaden Vilnius. Bazilionai ligger 128 meter över havet och antalet invånare är 475.
Terrängen runt Bazilionai är platt, och sluttar österut. Runt Bazilionai är det ganska glesbefolkat, med 24 invånare per kvadratkilometer. Närmaste större samhälle är Šiauliai, 18,7 km nordost om Bazilionai. I omgivningarna runt Bazilionai växer i huvudsak blandskog.